# Bataille de Victumulae
Deuxième guerre punique
Batailles
219 av. J.-C. : Sagonte
218 av. J.-C. : Rhône, Cissa, Tessin, La Trébie
217 av. J.-C. : Victumulae, Plaisance, Èbre, Lac Trasimène, Geronium
216 av. J.-C. : Cannes, Selva Litana, Nola (1re)
215 av. J.-C. : Cornus, Dertosa, Nola (2e)
214 av. J.-C. : Nola (3e) 
 213 av. J.-C. : Syracuse
212 av. J.-C. : Capoue (1re), Silarus, Herdonia(1re)
 211 av. J.-C. : Bétis, Capoue (2e)
210 av. J.-C. : Herdonia (2e), Numistro
209 av. J.-C. : Asculum, Carthagène
208 av. J.-C. : Baecula
207 av. J.-C. : Grumentum, Métaure
206 av. J.-C. : Ilipa, Carthagène (2e) (ca)
204 av. J.-C. : Crotone
203 av. J.-C. : Utique, Grandes Plaines
202 av. J.-C. : Zama
La bataille de Victumulae se déroule en janvier 217 av. J.-C. lors de la deuxième guerre punique. C'est une bataille d'importance secondaire, engagée entre l'armée romaine du consul Tiberius Sempronius Longus et l'armée carthaginoise d'Hannibal Barca, après les victoires remportées par ce dernier à la bataille du Tessin,, et à la Trébie (fin 218 av. J.-C.),,.

## Contexte historique
Les combats du Tessin et de la Trébie viennent de se terminer par une nette victoire de la cavalerie carthaginoise et par la blessure du consul Publius Cornelius Scipio lors de la première bataille et par une nette défaite de l'armée de Sempronius Longus dans la seconde, où l'armée romaine est en grande partie détruite,,.
La forteresse-grenier de Clastidium, où les Romains conservent de grandes réserves de nourriture, en particulier de blé, est également tombée entre les mains d'Hannibal Barca. Tite-Live, historien romain du Ier siècle, attribue au préfet de la garnison, un certain Dasio de Brindisium, la reddition de la ville pour la somme de quatre cents aurei,.
Après la bataille de la Trébie , une partie des restes de l'armée romaine est exterminée près de la rivière elle-même par la cavalerie et les éléphants d'Hannibal, alors qu'elle tente de traverser le cours de la rivière glacée. La cavalerie et une partie de l'infanterie romaine parvient à réussir à rentrer au camp  et, étant donné que les forces carthaginoises ne peuvent pas traverser la rivière à cause de la fatigue, raidies par le froid, ainsi que par le désordre, les Romains retournent à Plaisance, dirigés par Publius Cornelius Scipio. Une partie des Romains est envoyée dans la colonie romaine voisine de Crémone, afin de ne pas faire assurer le ravitaillement de l'armée romaine par une seule colonie,.
La bataille de la Trébie se termine avec un réel succès pour Hannibal. Les forces carthaginoises sont désormais stationnées dans plaine du Pô occidental. Le général carthaginois déplore peu de pertes dans les rangs des Ibères et des Libyens, beaucoup plus parmi les Celtes. Tite-Live ajoute que la pluie mélangée à la neige et au gel fait de nombreuses victimes parmi les Carthaginois et fait périr la plupart des éléphants.

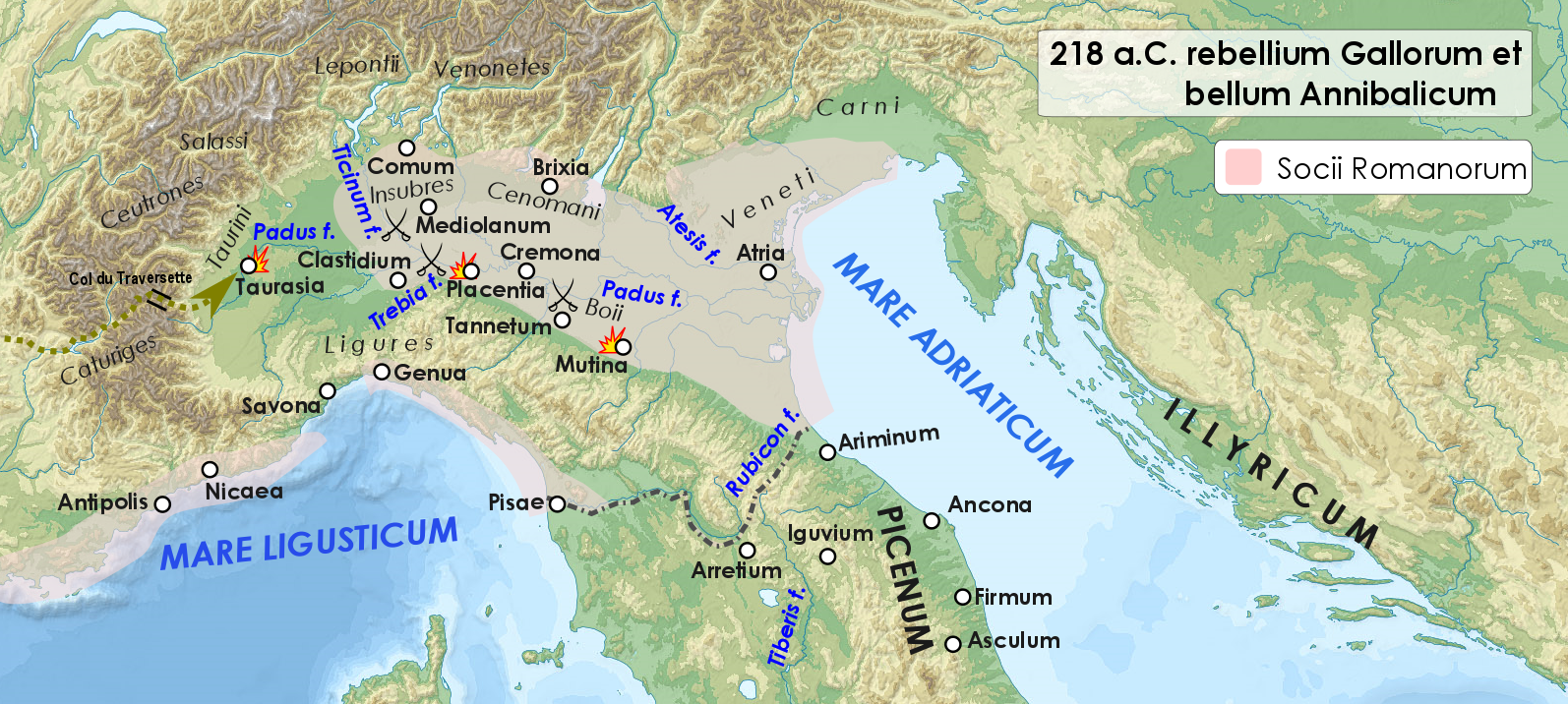
La Gaule Cisalpine, théâtre des opérations de l'automne 218 av. J.-C. (de la révolte des Boïens au siège de Mutina) aux victoires d'Hannibal au Tessin et de la Trébie.

L'armée romaine en garnison dans ses quartiers d'hiver n'est pas tranquille, car la cavalerie numide continue de faire des incursions partout, et lorsque les lieux ne sont pas adaptés aux raids, les troupes celtibères et lusitaniennes interviennent également à leur tour. Il était en effet difficile de s'approvisionner pour les troupes romaines si ce n'est par le transport le long du fleuve Pô. Un premier affrontement mineur a lieu près de Plaisance, il voit les Romains victorieux et Hannibal s'éloigne, car blessé au combat. À la suite de cet affrontement, la forteresse-grenier est encore renforcée et défendue.

## Bataille
Hannibal, après s'être reposé pendant quelques jours pour se remettre de sa blessure, continue son voyage vers la ville de Victumulae pour la conquérir. Cette ville dispose d'un dépôt de ravitaillement romain datant de l'époque de la guerre contre les Celtes entre 225 et 222 av. J.-C.. Les populations des campagnes voisines, probablement les Cénomans, s'y sont rassemblées par peur du pillage exercé par les Carthaginois.
Après une victoire romaine mineure à Plaisance, ces derniers se sentent renforcés et décident d'aller à la rencontre d'Hannibal. Ces 30 000 soldats inexpérimentés n'ont pas la discipline habituelle d'une armée romaine et ressemblent davantage à une milice désordonnée. Ils sont rapidement vaincus par Hannibal, qui ne dispose pas de l'avantage numérique, mais bénéficie d'une confiance certaine après les combats des semaines précédentes.

## Conséquences
Le lendemain, les habitants de la ville de Victumulae, qui s'étaient réfugiés à l'intérieur des murs de la ville, accueillent la garnison carthaginoise et se rendent en leur remettant leurs armes. Les Carthaginois reçoivent l'ordre de piller la ville comme si elle avait été prise de force. Aucune forme de massacre n'est alors négligée, même Tite-Live ne raconte pas en détail les assauts des villes réalisées par Hannibal,.

## Annexe

#### Fonds antique
- Eutrope, Abrégé de l’histoire romaine (lire sur Wikisource). .
- Polybe, Histoires (lire sur Wikisource). .
- Tite-Live, Histoire romaine (lire sur Wikisource). .

#### Ouvrages

##### En français
- Khaled Melliti, Carthage : Histoire d’une métropole méditerranéenne, Éditions Perrin, coll. « Synthèses Historiques », 2016, 560 p..
- Théodore Mommsen (trad. Charles-Alfred Alexandre), Histoire romaine, t. III, Paris, 1865 (lire sur Wikisource, lire en ligne). .
- André Piganiol, La conquête romaine, Paris, Presses universitaires de France, coll. « Dito », 1995, 7e éd. (1re éd. 1974), 704 p. (ISBN 2-13-047065-3, ISSN 0763-9538). .

##### En langue étrangère
- (it) Giovanni Brizzi, Storia di Roma, vol. 1 : Dalle origini ad Azio, Bologne, Patron, 1997 (ISBN 978-88-555-2419-3).
- (it) Giovanni Brizzi, Scipione e Annibale : la guerra per salvare Roma, Bari-Rome, Laterza, 2007, 411 p. (ISBN 978-88-420-8332-0).
- (it) Giovanni Brizzi, Canne : La sconfitta che fece vincere Roma, Bologne, Il Mulino, 2016, 197 p. (ISBN 978-88-15-26416-9).
- (it) Howard H. Scullard, Storia del mondo romano : Dalla fondazione di Roma alla distruzione di Cartagine, vol. 1, Milan, BUR, 1992.

#### Articles

##### En français
- Guillaume Flamerie de Lachapelle, « Le sort des villes ennemies dans l'œuvre de Tite-Live : aspects historiographique », Revue de philologie, de littérature et d'histoire anciennes, t. LXXXI,‎ 2007, p. 79-110. .

##### En langue étrangère
- (it) Guido Clemente, « La guerra annibalica », Storia Einaudi dei Greci e dei Romani, Milan, Il Sole 24 ORE, no XIV,‎ 2008.